# 親鸞聖人と王舎城の悲劇
『親鸞聖人と王舎城の悲劇』（しんらんしょうにんとおうしゃじょうのひげき）は、1996年にチューリップ企画より発売されたOVA。『観無量寿経』に説かれている「王舎城の悲劇」を描いた作品。

## 登場人物
韋提希
声 - 弥永和子
ビンバシャラ王
声 - 小倉一郎
釈尊
声 - 矢島正明
ダイバダッタ
声 - 樋浦勉
アジャセ
声 - 宮本充
阿難
声 - 椿基之
フルナ
声 - 幹本雄之
目連
声 - 田中康郎
月光
声 - 笹岡繁蔵
ギバ
声 - 田原アルノ
修行者
声 - 堀勝之祐
占い師
声 - 亀井三郎
重臣A
声 - 河合義雄
重臣B
声 - 鈴木勝美
重臣C
声 - 大黒和広
ダイバの弟子
声 - 室園丈裕
ダイバの弟子
声 - 五代哲
女官A
声 - 林玉緒
女官B
声 - 池上麻里子
女A
声 - 紗ゆり
ナレーション
声 - 小川真司

## スタッフ
- 総監督・演出：大庭秀昭
- 総作画監督：松本朋之
- 美術監督：松平聡
- 音響監督：本田保則
- 音楽：丸谷晴彦

## 関連作品
- 世界の光 親鸞聖人